# Colchicum bulbocodium
Colchicum bulbocodium – gatunek rośliny górskiej z rodziny zimowitowatych. Występuje w południowej Europie i na Kaukazie. Spotykany jest w Alpach Wschodnich, lecz bardzo rzadko; znajdowano go na przykład w Karyntii oraz po południowej stronie Alp (Lombardia we Włoszech). W Polsce nie występuje.

## Morfologia
Roślina o wysokości od 8 do 15 cm, o cebulkach otoczonych czerniawą skórką. Wiosną rozwija prawie równocześnie i liście i kwiaty. Liście, przeważnie 2 lub 3, wąskie, błyszczące, ciemnozielone, do 15 cm długości i około 2 cm szerokości, z wierzchołkiem w kształcie kapuzy. U nasady otaczają one podstawę kwiatu. Kwiaty o 5–6 cm długości o płatkach koloru różowego lub liliowego, lancetowatych, na wierzchołkach zaokrąglonych, natomiast u nasady – zrośniętych.
Podobne gatunkiGatunek ten można pomylić z innymi zimowitami (Colchicum alpinum, C. autumnale itd.) ale kwitną one w przeciwieństwie do Colchicum bulbocodium późnym latem lub jesienią.

## Siedlisko i biologia
Jest rośliną wiosenną, kwitnie od lutego do kwietnia. Rośnie na łąkach i pastwiskach, najczęściej na wysokościach od 700 do 2200 m n.p.m.